# Belbeuf
Belbeuf é uma comuna francesa na região administrativa da Normandia, no departamento de Sena Marítimo. Estende-se por uma área de 6,55 km². Em 2010 a comuna tinha 2 268 habitantes (densidade: 346,3 hab./km²).